# جلالية هجري (حسين أباد)
جلالیة هجري (بالفارسية: جلالیه هجری) هي قرية تقع في إيران في قسم حسین أباد. يقدر عدد سكانها بـ 32 نسمة بحسب إحصاء 2016.